# Pleasanton (Kansas)
Pour les articles homonymes, voir Pleasanton.
Pleasanton est une ville de l’État du Kansas, aux États-Unis d’Amérique. La commune compte 1 216 habitants en l’an 2010. 